# Discografie van BZN
Deze pagina bevat een uitgebreide lijst met de discografie van de band BZN. Hij is nog steeds incompleet.

## Argentinië

#### Singles
- Sweet silver Anny, 1973
- Amame como un leon, 1974
- Adios Sue, 1975

## Australië

#### Albums
- Good for gold, 1995

## België

#### Albums
- Making a Name, 1977
- BZN Greatest Hits, 1982

#### Singles
| Single met hitnotering(en) in de Vlaamse Ultratop 50 | Datum van verschijnen | Datum van binnenkomst | Hoogste positie | Aantal weken | Opmerkingen |
| ---------------------------------------------------- | --------------------- | --------------------- | --------------- | ------------ | ----------- |
| Bad bad woman                                        | 1971                  | -                     |                 |              |             |
| Rolling Around the Band                              | 1973                  | 24-03-1973*           | 27              | 1            |             |
| Sweet Silver Anny                                    | 1973                  | 03-11-1973*           | 22              | 3            |             |
| Barber's rock                                        | 1974                  | -                     |                 |              |             |
| Love me like a lion                                  | 1974                  | -                     |                 |              |             |
| Goodbye Sue                                          | 1975                  | -                     |                 |              |             |
| Mon Amour                                            | 1976                  | 16-10-1976*           | 1               | 8            |             |
| Don't Say Goodbye                                    | 1977                  | 19-02-1977*           | 3               | 10           |             |
| Sevilla                                              | 1977                  | 23-07-1977*           | 5               | 10           |             |
| The Clown                                            | 1977                  | 24-12-1977*           | 7               | 7            |             |
| Lady McCorey                                         | 1978                  | 20-05-1978*           | 5               | 11           |             |
| Felicidad                                            | 1978                  | 23-12-1978*           | 14              | 7            |             |
| Oh Me Oh My                                          | 1979                  | 12-05-1979*           | 16              | 3            |             |
| Marching On                                          | 1979                  | 29-09-1979*           | 15              | 3            |             |
| Pearlydumm                                           | 1980                  | 08-03-1980*           | 8               | 8            |             |
| Rockin' the Trolls                                   | 1980                  | 13-09-1980*           | 5               | 10           |             |
| Chanson d'Amour                                      | 1981                  | 25-04-1981*           | 9               | 9            |             |
| The Old Calahan                                      | 1981                  | 19-09-1981*           | 19              | 4            |             |
| Blue Eyes                                            | 1982                  | 05-06-1982*           | 7               | 7            |             |
| Twilight                                             | 1982                  | 09-10-1982*           | 19              | 3            |             |
| Just an illusion                                     | 1983                  | 26-03-1983*           | 9               | 7            |             |
| Le Legionairre                                       | 1983                  | 19-03-1983*           | 19              | 3            |             |
| If I Say The Words                                   | 1984                  | 21-04-1984*           | 15              | 7            |             |
| The Summertime                                       | 1985                  | 01-06-1985*           | 22              | 1            |             |

Gegevens uit de Belgische BRTtop30*, voorloper van de Ultratop50

#### Video/dvd
- Adieu BZN - The last concert, #5?

## Bulgarije

#### Albums
- Reflections, 1984

#### Singles
- Mon amour, 1976
- Dance dance dance, 1983?
- Le légionaire, 1986
- My memories of you, 1986

## Canada

#### Albums
- Chanson d'Amour, 1986 (Platina)

#### Singles
- La saison Française, 1985
- Chanson d'Amour, 1985
- La paradis pour les Amoureux, 1985
- Le Légionaire, 1985

## Denemarken

#### Singles
- Walking in Heaven, 2002

## Duitsland

#### Albums
- Making a Name, 1977
- The best of BZN, 1982
- Pictures of Moments, 1983
- Falling in Love, 1984
- Reflections, 1984
- Maid of the Mist, 1985
- A World of Love, 1991
- Congratulations, 1991
- Gold, 1993
- 'Round the Fire, 1995
- Good for gold, 1995
- Pearls, 1997
- Tequila Sunset, 2002
- Adieu BZN - The last concert, 2007

#### Singles
- Bad bad woman, 1971
- Rolling around the band, 1973
- Sweet silver Anny, 1973
- Barber's rock, 1974
- Djadja, 1976
- Mon Amour, 1976
- Don't Say Goodbye, 1977
- Sevilla, 1977
- The Clown, 1977
- Das lied am ende der show, 1977
- Lady McCorey, 1978
- Felicidad, 1978
- Oh Me Oh My, 1979
- Pearlydumm, 1980
- Rockin' the Trolls, 1980
- Chanson d'Amour, 1980
- The old Calahan, 1981
- Blue Eyes, 1982
- Twilight, 1982
- Just an illusion, 1983
- La Saison Française, 1985
- Love's like a river, 1986
- Help me, 1991
- Lass die stern wo sie stehn, 1992
- Sommer sommer, 1998 (promotiesingle)
- Summer, 2003 (promotiesingle)

#### Video/dvd
- Adieu BZN - The last concert, 2007

## Frankrijk

#### Singles
- The Clown, 1977
- Rockin' the Trolls, 1980

## Finland

#### Albums
- Horizon, 1990

## Groot-Brittannië

#### Singles
- Rolling around the band, 1973
- Rockin' the Trolls, 1980

## Indonesië

#### Albums
- BZN live - 20 jaar, 1987

## Italië

#### Singles
- Rock and roll woman, 1971 (hit)
- Barber's rock, 1974

## Mexico

#### Albums
- Reflections, 1984

## Nederland

### Albums

#### Reguliere albums
| Album met eventuele hitnotering(en) in de Nederlandse Album Top 100 | Datum van verschijnen | Datum van binnenkomst | Hoogste positie | Aantal weken | Opmerkingen                                               |
| ------------------------------------------------------------------- | --------------------- | --------------------- | --------------- | ------------ | --------------------------------------------------------- |
| The Bastard                                                         | 1971                  | -                     |                 |              |                                                           |
| The best of BZN                                                     | 1971                  | -                     |                 |              |                                                           |
| BZN greatest hits                                                   | 1973                  | -                     |                 |              |                                                           |
| Making a Name                                                       | 1977                  | 13-08-1977            | 4               | 15           | Platina                                                   |
| You're Welcome                                                      | 1978                  | 03-06-1978            | 2               | 17           | Platina                                                   |
| Summer Fantasy                                                      | 1979                  | 09-06-1979            | 12              | 27           | Platina                                                   |
| Grootste Hits                                                       | 1980                  | 15-03-1980            | 1(9wk)          | 25           | Platina & Platina muziekcassette                          |
| Green Valleys                                                       | 1980                  | 06-09-1980            | 2               | 16           | Platina                                                   |
| Friends                                                             | 1981                  | 26-09-1981            | 3               | 24           | Platina                                                   |
| We wish you a merry Christmas                                       | 1981                  | 05-12-1981            | 4               | 7            | Platina                                                   |
| Pictures of Moments                                                 | 1982                  | 16-10-1982            | 3               | 17           | Platina                                                   |
| We wish you a merry Christmas                                       | 1982                  | -                     |                 |              | Platina / #1 in de TV LP Top 15                           |
| 28 Golden Hits                                                      | 1983                  | -                     |                 |              | Platina / #1 in de TV LP Top 15                           |
| Desire                                                              | 1983                  | 15-10-1983            | 2               | 19           | Platina                                                   |
| Reflections                                                         | 1984                  | 20-10-1984            | 5               | 29           | Platina                                                   |
| Maid of the Mist                                                    | 1985                  | 19-10-1985            | 5               | 21           | Platina                                                   |
| Christmas with BZN                                                  | 1985                  | 14-12-1985            | 5               | 6            | Platina                                                   |
| Heartbreaker                                                        | 1986                  | 11-10-1986            | 3               | 19           | Platina                                                   |
| BZN live - 20 jaar                                                  | 1987                  | 04-04-1987            | 5               | 25           | Platina                                                   |
| Visions                                                             | 1987                  | 17-10-1987            | 2               | 30           | Dubbel platina                                            |
| Endless Dream                                                       | 1988                  | 08-10-1988            | 2               | 29           | Platina                                                   |
| Crystal gazer                                                       | 1989                  | 14-10-1989            | 2               | 25           | Platina                                                   |
| Bells of Christmas                                                  | 23-11-1989            | 09-12-1989            | 9               | 9            | Goud                                                      |
| Horizon                                                             | 1990                  | 13-10-1990            | 3               | 26           | Platina                                                   |
| Congratulations                                                     | 16-09-1991            | 12-10-1991            | 6               | 22           | Platina                                                   |
| Rhythm of my Heart                                                  | 28-09-1992            | 10-10-1992            | 3               | 18           | Platina                                                   |
| Gold                                                                | 05-04-1993            | 24-04-1993            | 1(3wk)          | 29           | Platina                                                   |
| Sweet Dreams                                                        | 18-10-1993            | 30-10-1993            | 3               | 24           | Platina                                                   |
| Serenade                                                            | 03-10-1994            | 15-10-1994            | 4               | 27           | Platina                                                   |
| Summer Holiday                                                      | 1995                  | 01-07-1995            | 4               | 15           | Beperkte oplage                                           |
| Round the Fire                                                      | 02-10-1995            | 21-10-1995            | 6               | 27           | Platina                                                   |
| A Symphonic Night I                                                 | 30-09-1996            | 12-10-1996            | 2               | 42           | Dubbel platina                                            |
| Pearls                                                              | 29-09-1997            | 11-10-1997            | 3               | 27           | Platina                                                   |
| A Symphonic Night II                                                | 28-09-1998            | 10-10-1998            | 3               | 19           | Platina                                                   |
| The best days of my life                                            | 27-09-1999            | 02-10-1999            | 11              | 22           | Goud                                                      |
| Gold & More                                                         | 25-09-2000            | 07-10-2000            | 25              | 12           | Beperkte oplage                                           |
| More Gold                                                           | 25-09-2000            | 21-10-2000            | 86              | 2            |                                                           |
| Out in the Blue                                                     | 26-02-2001            | 03-03-2001            | 2               | 34           | Platina                                                   |
| Tequila Sunset                                                      | 30-09-2002            | 12-10-2002            | 5               | 16           | Goud                                                      |
| Leef je leven                                                       | 29-09-2003            | 04-10-2003            | 6               | 20           | Goud                                                      |
| Die mooie tijd                                                      | 25-02-2005            | 05-03-2005            | 5               | 19           |                                                           |
| The Singles Collection 1965-2005                                    | 21-10-2005            | 29-10-2005            | 6               | 51           | Platina                                                   |
| Adieu BZN - The last concert                                        | 13-07-2007            | 21-07-2007            | 1(3wk)          | 31           |                                                           |
| BZN Top 100                                                         | 01-03-2008            | 09-08-2008            | 11              | 8            | In 2013 als 100 X BZN heruitgegeven                       |
| It happened 50 years ago                                            | 19-06-2015            | 27-06-2015            | 21              | 8            | Grootste hits met drie nooit eerder uitgebrachte nummers. |

#### Speciale albumuitgaven
| Album met eventuele hitnotering(en) in de Nederlandse Album Top 100 | Datum van verschijnen | Datum van binnenkomst | Hoogste positie | Aantal weken | Opmerkingen |
| ------------------------------------------------------------------- | --------------------- | --------------------- | --------------- | ------------ | --- |
| 14 gouwe ouwe                                                       | 1977                  | -                     |                 |              | |
| The best of BZN                                                     | 1979                  | -                     |                 |              | |
| In the beginning 1967-1970                                          | 1980                  | -                     |                 |              | |
| The best of BZN                                                     | 1982                  | -                     |                 |              | Uitgebracht op cd |
| Falling in love                                                     | 1984                  | -                     |                 |              | Beperkte oplage |
| Collection                                                          | 1984                  | -                     |                 |              | Beperkte oplage |
| Starportrait                                                        | 1985                  | -                     |                 |              | Beperkte oplage en alleen op MC |
| Our pleasure                                                        | 1985                  | -                     |                 |              | Beperkte oplage |
| The most beautiful love songs                                       | 1986                  | -                     |                 |              | Beperkte oplage |
| Making a name/Greatest hits                                         | 1987                  | -                     |                 |              | Beperkte oplage en alleen op cd |
| Memories                                                            | 1989                  | -                     |                 |              | Beperkte oplage en alleen op cd |
| 3cd Box                                                             | 1990                  | -                     |                 |              | Beperkte oplage en alleen op cd |
| RTL 4 presenteert de hits van BZN                                   | 1991                  | -                     |                 |              | Beperkte oplage / uitgegeven met 2 verschilde covers                                                                                             |
| Celebration                                                         | 1992                  | -                     |                 |              | Beperkte oplage |
| Mon amour                                                           | 1993                  | -                     |                 |              | Beperkte oplage |
| Good for gold                                                       | 1995                  | -                     |                 |              | |
| 2 for 1 Endless dream/Crystal gazer                                 | 1996                  | -                     |                 |              | |
| Viva el BZN                                                         | 1997                  | -                     |                 |              | Beperkte oplage en alleen op cd |
| El Cordobes                                                         | 1998                  | -                     |                 |              | |
| 2 for 1 Christmas with BZN/Bells of Christmas                       | 1999                  | -                     |                 |              | |
| The star collection                                                 | 2000                  | -                     |                 |              | Beperkte oplage |
| The bastard                                                         | 2005                  | -                     |                 |              | Heruitgave op lp en beperkte oplage |
| Album collection                                                    | 2005                  | -                     |                 |              | Beperkte oplage |
| The platinum album collection                                       | 2005                  | -                     |                 |              | Beperkte oplage |
| Moments In Time                                                     | 2005                  | 22-10-2005            | 29              | 2            | |
| Het mooiste van BZN                                                 | 2006                  | -                     |                 |              | |
| Christmas with BZN                                                  | 2006                  | -                     |                 |              | Heruitgave van Christmas with BZN uit 1985 met andere hoes                                                                                       |
| The singles Collection                                              | 2007                  | -                     |                 |              | Heruitgave met 18 tracks |
| The Christmas album                                                 | 2008                  | -                     |                 |              | Heruitgave van Christmas with BZN uit 1985 met andere hoes                                                                                       |
| BZN Auf Deutsch                                                     | 17-06-2012            | -                     |                 |              | beperkte oplage |
| 100 X BZN                                                           | 06-06-2013            | -                     |                 |              | In maart 2008 uitgebracht als BZN Top 100 |
| Forgotten memories                                                  | 14-06-2015            | -                     |                 |              | Cd met nooit eerder uitgebrachte nummers en door fans veel gezochte rariteiten en speciale opnamen. Alleen tijdens de laatste fandag uitgegeven. |
| Complete BZN                                                        | 19-06-2015            | 27-06-2015            | 29              | 2            | Cd-box in een oplage van 1200 stuks met de 26 studioalbums en een bonusschijfje met door fans veel gezochte rariteiten en speciale opnamen.      |
| The Golden years of Dutch pop music                                 | 05-08-2016            |                       |                 |              | Dubbel-cd met A&B Sides and More - 1968-1976 |
| Golden Years                                                        | 07-08-2020            |                       |                 |              | Uitgebracht als dubbel LP (Coloured Vinyl) |

### Singles

#### Reguliere singles
| Single met eventuele hitnotering(en) in de Nederlandse Top 40 | Datum van verschijnen | Datum van binnenkomst | Hoogste positie | Aantal weken | Opmerkingen                                     |
| ------------------------------------------------------------- | --------------------- | --------------------- | --------------- | ------------ | ----------------------------------------------- |
| Maybe someday                                                 | 1968                  | 20-04-1968            | tip2            | -            | Eerste Red Bullet-opname                        |
| Waiting for you                                               | 1968                  | 05-10-1968            | 24              | 8            |                                                 |
| Everyday I have to cry                                        | 1969                  | 15-02-1969            | 17              | 6            |                                                 |
| Gonna take my mind off Maria                                  | 1969                  | 28-06-1969            | tip9            | -            |                                                 |
| Mother can you see me                                         | 1969                  | 22-11-1969            | tip3            | -            |                                                 |
| This is what I feel                                           | 1970                  | 05-09-1970            | tip24           | -            |                                                 |
| Rock and roll woman                                           | 1971                  | -                     |                 |              |                                                 |
| Bad bad woman                                                 | 1971                  | 25-09-1971            | 16              | 6            | #15 in de Daverende Dertig                      |
| Riding on                                                     | 1972                  | -                     |                 |              |                                                 |
| I can't see                                                   | 1972                  | 25-03-1972            | tip3            | -            |                                                 |
| Rolling around the band                                       | 1973                  | 10-03-1973            | 20              | 4            | #19 in de Daverende Dertig                      |
| Sweet silver Anny                                             | 1973                  | 06-10-1973            | 16              | 5            | #15 in de Daverende Dertig                      |
| Barber's rock                                                 | 1974                  | 02-03-1974            | 19              | 4            | #26 in de Daverende Dertig                      |
| Love me like a lion                                           | 1974                  | 10-08-1974            | 23              | 4            |                                                 |
| Goodbye Sue                                                   | 1975                  | 31-05-1975            | 21              | 4            | #19 in de Nationale Hitparade                   |
| Djadja                                                        | 1976                  | 31-01-1976            | tip6            | -            |                                                 |
| Mon amour                                                     | 1976                  | 18-09-1976            | 1(5wk)          | 14           | Alarmschijf / Goud #1 in de Nationale Hitparade |
| Don't say goodbye                                             | 1977                  | 12-02-1977            | 2               | 10           | #2 in de Nationale Hitparade                    |
| Sevilla                                                       | 1977                  | 09-07-1977            | 4               | 13           | Alarmschijf #4 in de Nationale Hitparade        |
| The clown                                                     | 1977                  | 03-12-1977            | 5               | 10           | #5 in de Nationale Hitparade                    |
| Lady McCorey                                                  | 1978                  | 06-05-1978            | 2               | 13           | #3 in de Nationale Hitparade Top 50             |
| Felicidad                                                     | 1978                  | 02-12-1978            | 7               | 7            | #6 in de Nationale Hitparade Top 50             |
| Oh me oh my                                                   | 1979                  | 28-04-1979            | 12              | 8            | #11 in de Nationale Hitparade Top 50            |
| Marching on                                                   | 1979                  | 08-09-1979            | 8               | 9            | #6 in de Nationale Hitparade Top 50             |
| Pearlydumm                                                    | 1980                  | 16-02-1980            | 1(1wk)          | 12           | #3 in de Nationale Hitparade Top 50             |
| Rockin' the trolls                                            | 1980                  | 23-08-1980            | 4               | 9            | #2 in de Nationale Hitparade Top 50             |
| Chanson d'amour                                               | 1981                  | 11-04-1981            | 3               | 11           | Alarmschijf #3 in de Nationale Hitparade Top 50 |
| The old Calahan                                               | 1981                  | 15-08-1981            | 4               | 11           | #4 in de Nationale Hitparade Top 50             |
| Blue eyes                                                     | 1982                  | 15-05-1982            | 5               | 9            | #3 in de Nationale Hitparade Top 50             |
| Twilight                                                      | 1982                  | 11-09-1982            | 5               | 8            | #3 in de Nationale Hitparade Top 50             |
| Just an illusion                                              | 1983                  | 12-03-1983            | 3               | 9            | Alarmschijf #4 in de Nationale Hitparade Top 50 |
| Le légionnaire                                                | 1983                  | 17-09-1983            | 6               | 8            | Alarmschijf #4 in de Nationale Hitparade Top 50 |
| If I say the words                                            | 1984                  | 07-04-1984            | 4               | 8            | #4 in de Nationale Hitparade Top 50             |
| La saison française                                           | 1984                  | 22-09-1984            | 12              | 7            | 8 in de Nationale Hitparade Top 50              |
| The summertime                                                | 1985                  | 27-04-1985            | 6               | 9            | #6 in de Nationale Hitparade Top 50             |
| Run away home                                                 | 1985                  | 21-09-1985            | 15              | 6            | #15 in de Nationale Hitparade Top 50            |
| Waltzing Maria                                                | 1986                  | 19-04-1986            | 27              | 5            | #18 in de Nationale Hitparade Top 50            |
| La France                                                     | 1986                  | 30-08-1986            | 12              | 7            | #11 in de Nationale Hitparade Top 50            |
| Amore                                                         | 1987                  | 26-09-1987            | 6               | 7            | #7 in de Nationale Hitparade Top 100            |
| La différence                                                 | 1988                  | 30-04-1988            | 22              | 4            | #22 in de Nationale Hitparade Top 100           |
| La primavera                                                  | 1988                  | 10-09-1988            | 17              | 6            | #18 in de Nationale Hitparade Top 100           |
| Wheels on fire                                                | 1988                  | 19-11-1988            | 23              | 5            | #17 in de Nationale Hitparade Top 100           |
| El Cordobes                                                   | 1989                  | 20-05-1989            | 13              | 6            | #11 in de Nationale Hitparade Top 100           |
| If I had only a chance                                        | 1989                  | 09-09-1989            | 12              | 7            | #8 in de Nationale Hitparade Top 100            |
| Help me                                                       | 1990                  | 05-05-1990            | 14              | 6            | #13 in de Nationale Top 100                     |
| Yeppa                                                         | 1990                  | 01-09-1990            | 12              | 7            | #9 in de Nationale Top 100                      |
| Over the hills                                                | 1990                  | 10-11-1990            | 30              | 3            | #25 in de Nationale Top 100                     |
| It happened 25 years ago                                      | 1991                  | 31-08-1991            | 8               | 8            | #8 in de Nationale Top 100                      |
| Che sarà                                                      | 1992                  | 05-09-1992            | 10              | 8            | #9 in de Nationale Top 100                      |
| My number one                                                 | 1993                  | 03-04-1993            | 13              | 8            | #13 in de Mega Top 50                           |
| Desanya                                                       | 1993                  | 25-09-1993            | 19              | 5            | #15 in de Mega Top 50                           |
| Quiéreme mucho (mi amor)                                      | 1994                  | 05-03-1994            | 36              | 3            | #27 in de Mega Top 50                           |
| Banjo man                                                     | 1994                  | 03-09-1994            | 6               | 10           | #7 in de Mega Top 50                            |
| Santo Domingo                                                 | 1995                  | 23-09-1995            | 17              | 4            | #11 in de Mega Top 50                           |
| Sing of love and faith (live)                                 | 1996                  | 31-08-1996            | 19              | 6            | #20 in de Mega Top 50                           |
| Mama (live)                                                   | 1996                  | 23-11-1996            | 12              | 7            | #12 in de Mega Top 50, ft. Jantje Smit          |
| La spagnola (live)                                            | 1997                  | 29-03-1997            | 31              | 3            | #33 in de Mega Top 50                           |
| Wedding bells                                                 | 25-08-1997            | 13-09-1997            | 6               | 7            | #8 in de Mega Top 50                            |
| Mother                                                        | 17-11-1997            | 06-12-1997            | 22              | 3            | #33 in de Mega Top 50                           |
| The gypsy music                                               | 23-03-1998            | 11-04-1998            | 29              | 3            | #49 in de Mega Top 50                           |
| Mexican night (live)                                          | 31-08-1998            | 19-09-1998            | 19              | 3            | #18 in de Mega Top 50                           |
| Don't give up, don't give in (live)                           | 09-11-1998            | 21-11-1998            | tip7            | -            | #49 in de Mega Top 50                           |
| Baby voulez-vous?                                             | 16-08-1999            | 28-08-1999            | tip15           | -            | #39 in de Mega Top 100                          |
| Isles of Atlantis                                             | 29-11-1999            | -                     |                 |              | #68 in de Mega Top 100                          |
| Where the nightingales sing                                   | 26-02-2001            | 10-03-2001            | 18              | 3            | #8 in de Mega Top 50                            |
| Keep smiling                                                  | 18-06-2001            | -                     |                 |              |                                                 |
| Will there be a time                                          | 02-09-2002            | -                     |                 |              | #39 in de Mega Top 50                           |
| De zon, de zee                                                | 25-08-2003            | -                     |                 |              | #20 in de Mega Top 50                           |
| The hitmedley                                                 | 07-10-2005            | 29-10-2005            | tip18           | -            | #15 in de Single Top 100                        |
| Goodbye                                                       | 20-04-2007            | 28-04-2007            | 22              | 4            | #6 in de Single Top 100                         |

#### Speciale single-uitgaven
| Single met eventuele hitnotering(en) in de Nederlandse Top 40 | Datum van verschijnen | Datum van binnenkomst | Hoogste positie | Aantal weken | Opmerkingen                           |
| ------------------------------------------------------------- | --------------------- | --------------------- | --------------- | ------------ | ------------------------------------- |
| White Christmas                                               | 1981                  | -                     |                 |              | Promotiesingle                        |
| Put on your make-up                                           | 1982                  | -                     |                 |              | Teruggetrokken na mislukt tv-optreden |
| Once upon a Christmas                                         | 1985                  | -                     |                 |              | 12-inchvinylpromotiesingle            |
| Desperado                                                     | 1987                  | -                     |                 |              | Promotiesingle                        |
| Iedereen heeft zo z'n dromen                                  | 1989                  | -                     |                 |              | Promotie-cd Greeting Card             |
| Walking in Heaven                                             | 25-11-2002            | -                     |                 |              | Promotiesingle                        |
| Mijn platteland                                               | 22-11-2003            | -                     |                 |              | Promotiesingle                        |
| Ik wil vannacht                                               | 25-02-2005            | -                     |                 |              | Promotiesingle                        |
| Alleen zonder jou                                             | 06-05-2005            | -                     |                 |              | Promotiesingle                        |
| I'm a Lucky son                                               | 25-05-2015            | -                     |                 |              | Promotiesingle                        |

### Video/dvd
- De hits in beeld (1982)
- Videocollectie Deel 1 (In groningen 84'/ Canada 85')
- Videocollectie Deel 2  BZN - Live (1986-1987)
- Videocollectie Deel 3 (In den bosch 85'/ Marokko 87')
- Videocollectie Deel 4 (Kerstmis met BZN)
- Videocollectie Deel 5 (Kenia & Maleisië)
- Videocollectie Deel 6 (Spanje & Volendam)
- Videocollectie Deel 7  25 jaar jubileumconcert (1991)
- Videocollectie Deel 8 (A symphonic night I)
- Videocollectie Deel 9 (Sweet Dreams & Rhythm of my heart)
- Videocollectie Deel 10 (Round the fire & Serenade)
- Videocollectie Deel 11 (A symphonic night II)
- Videocollectie Deel 12 (Pearls & The best days of my life)
- Tequila sunset (2002) Hoogste positie: 9 / 2 weken genoteerd.
- A symphonic night 1 & 2 (2003) Hoogste positie: 9 / 7 weken genoteerd.
- Leef je leven (2004) Hoogste positie: 25 / 1 week genoteerd.
- Die mooie tijd (2005) Hoogste positie: 6 / 7 weken genoteerd.
- The Singles Collection 1965-2005 (2006) Hoogste positie: 1 (3wk) / 52 weken genoteerd.
- De mooiste muziek Specials (2006) Hoogste positie: 2 / 44 weken genoteerd.
- Adieu BZN – The last concert (2007) Hoogste positie: 1 (2wk) / 20 weken genoteerd / Goud

### Top 2000
| Nummers met noteringen in de NPO Radio 2 Top 2000 | '99  | '00 | '01 | '02 | '03  | '04  | '05  | '06  | '07  | '08  | '09  | '10  | '11  | '12  | '13  | '14  |
| ------------------------------------------------- | ---- | --- | --- | --- | ---- | ---- | ---- | ---- | ---- | ---- | ---- | ---- | ---- | ---- | ---- | ---- |
| Just an illusion                                  | -    | -   | -   | -   | 1351 | 1026 | 719  | 747  | 496  | 760  | 1348 | 1624 | 1847 | -    | -    | -    |
| Mon amour                                         | 607  | 384 | 857 | 844 | 974  | 630  | 373  | 443  | 317  | 435  | 850  | 913  | 1305 | 1502 | 1583 | 1628 |
| Pearlydumm                                        | 1498 | -   | -   | -   | -    | -    | 1826 | 1462 | 929  | 1703 | -    | -    | -    | -    | -    | -    |
| Sweet silver Anny                                 | -    | -   | -   | -   | -    | -    | 1901 | 1725 | 1513 | 1917 | -    | -    | -    | -    | -    | -    |

1. ↑  Een '-' betekent dat het nummer niet was genoteerd en een vetgedrukt getal geeft de hoogste notering van een nummer aan.
2. ↑  Deze tabel is bijgewerkt tot en met de meest recente editie (2024).

## Noorwegen

#### Albums
- Horizon, 1990

## Oostenrijk

#### Albums
- Tequila Sunset, 2002
- Adieu BZN - The last concert, 2007

#### Singles
- Rockin' the Trolls, 1980
- Chanson d'Amour, 1981

#### Video/dvd
- Adieu BZN - The last concert, 2007

## Portugal

#### Singles
- Rolling around the band, 1973
- Sweet silver Anny, 1973
- Barber's rock, 1974
- Mon amour, 1976
- Felicidad, 1978
- Pearlydumm, 1980

## Spanje

#### Singles
- Durmiendo a los duendes, 1980
- Pearlydumm, 1982

## Turkije

#### Singles
- Mon amour, 1976

## Zimbabwe

#### Albums
- Christmas with BZN, 1985
- Friends, 1986
- Visions, 1987
- Endless Dream, 1988
- Horizon, 1990
- Rhythm of my Heart, 1992
- Gold, 1993
- Sweet Dreams, 1993

#### Singles
- Rockin' the Trolls, 1980
- Yeppa, 1990

## Zuid-Afrika

#### Albums
- Green Valleys, 1980
- Christmas with BZN, 1985 (Platina)
- Friends, 1986 (Platina)
- Visions, 1987 (Platina)
- Endless Dream, 1988 (Platina)
- Crystal Gazer, 1989 (Platina)
- Bells of Christmas, 1989 (Platina)
- Twilight, 1989 (Platina)
- Horizon, 1990 (Platina)
- BZN in Concert, 1991 (Goud)
- Congratulations, 1991
- This is...BZN, 1992
- Rhythm of my Heart, 1992
- Gold, 1993
- Sweet Dreams, 1993 (Goud)
- Serenade, 1994
- 'Round the Fire, 1995
- Good for Gold, 1995
- A Symphonic Night, 1996
- Christmas Favourits, 1999

#### Singles
- Rolling around the band, 1973
- Don't Say Goodbye, 1977
- Sevilla, 1977
- Pearlydumm, 1980
- If I say the Words, 1984
- Waltzing Maria, 1986
- Yeppa, 1990 (hit)
- Nathalie, 1990 (hit)

#### Video/dvd
- Videocollection part 1, 1992
- Videocollection part 2, 1992
- Videocollection part 3, 1992

## Zweden

#### Singles
- Rock and roll woman, 1971

## Zwitserland

#### Albums
- Tequila Sunset, 2002
- Adieu BZN - The last concert, 2007

#### Video/dvd
- Adieu BZN - The last concert, 2007